# Großer Schmierling
Der Große Schmierling (Gomphidius glutinosus) ist ein Pilz aus der Familie der Schmierlingsverwandten (Gomphidiaceae). Aufgrund seiner schmierigen Huthaut hat er zahlreiche Trivialnamen erhalten; zu den bekanntesten zählt die Bezeichnung Kuhmaul. Ein weiterer Name ist Gelbfuß, der durch seine auch innen gelbe Stielbasis entstand.

## Merkmale

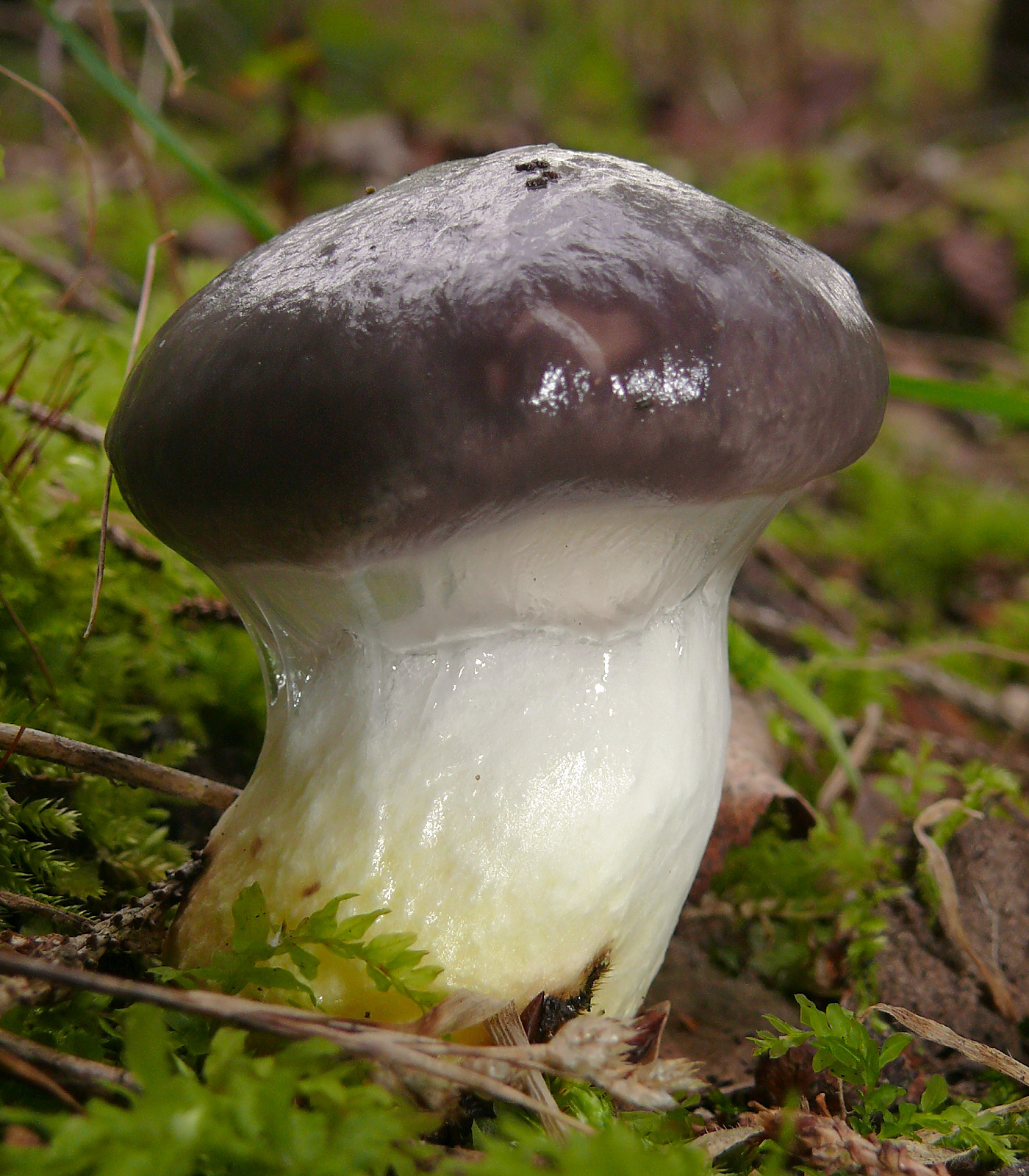
Ein junges Exemplar des Großen Schmierlings mit gespannter, schleimiger Überhaut

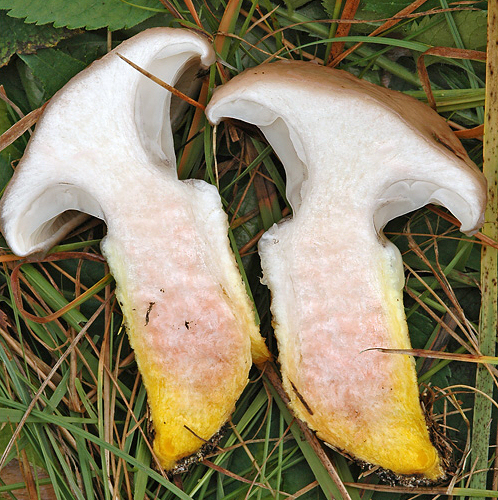
Fruchtkörper des Großen Schmierlings im Längsschnitt mit der typisch chromgelb gefärbten Stielbasis

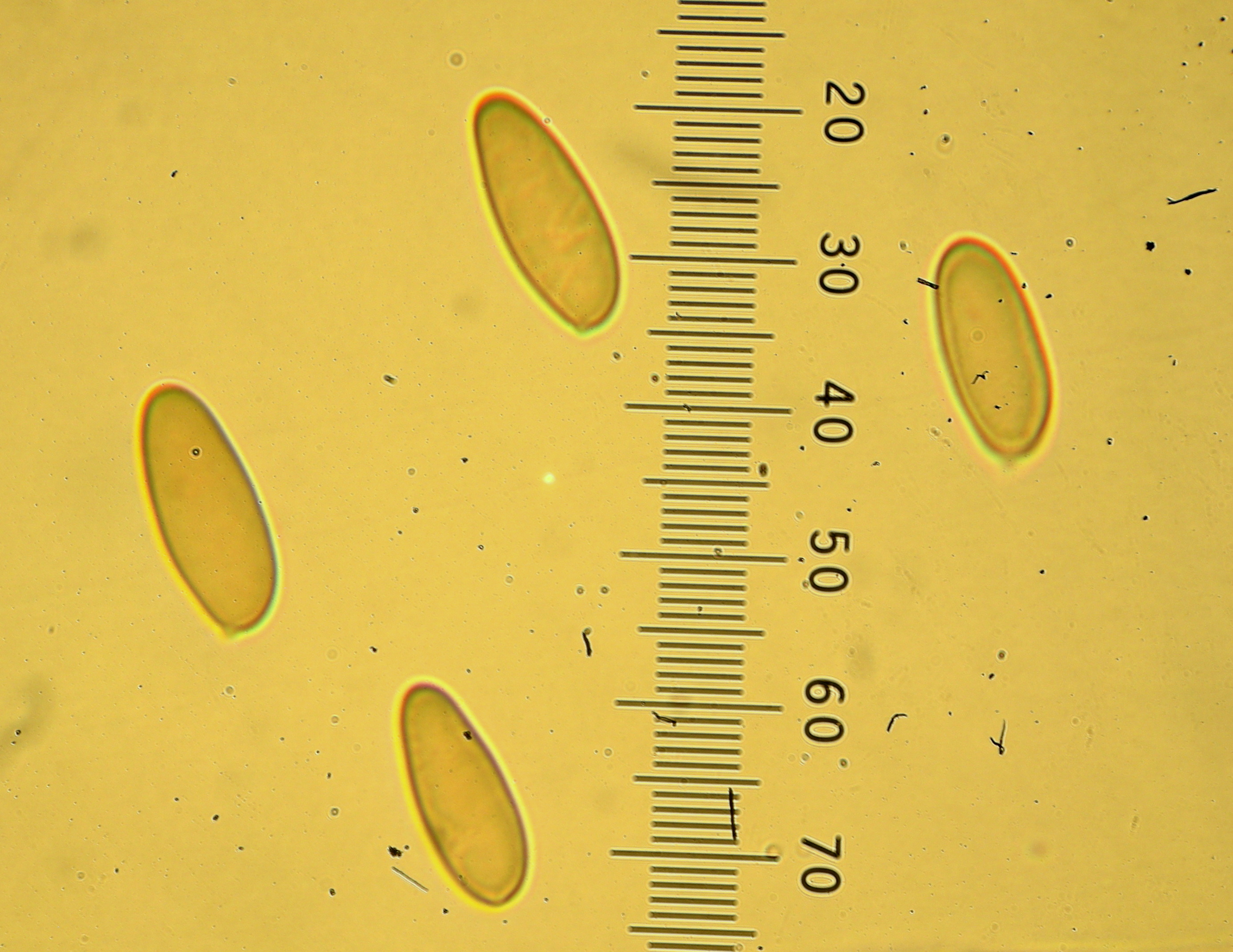
Sporen des Großen Schmierlings unter dem Lichtmikroskop

### Makroskopische Merkmale
Der Hut des Großen Schmierlings ist zunächst halbkugelig und danach lange gewölbt. Abschließend ist er flach ausgebreitet und in der Mitte meist deutlich vertieft mit aufgebogenem Rand, wodurch er fast trichterförmig erscheint. Er erreicht einen Durchmesser von drei bis acht, manchmal auch zwölf Zentimetern. Anfangs ist der Hut dunkel violett- bis sepiagrau oder graubraun mit violetten Anteilen. Nach Verschwinden der Schleimhülle erscheint er in der Tönung deutlich heller und eher fleischbräunlich. Später wird er zunehmend schwarzfleckend. Die Oberfläche ist glatt und mit einer zähen Schleimschicht bedeckt. Die Huthaut ist leicht abziehbar. Die Lamellen sind erst hellgrau gefärbt, werden aber später immer dunkler, bis sie violettgrau oder fast schwärzlich erscheinen. Auf Druck entstehen nach einiger Zeit schwarzbraune Flecken. Die Lamellen laufen weit am Stiel herab und sind nur wenig gegabelt. Der Stiel wird zwischen vier und zehn Zentimeter lang und ein bis zwei Zentimeter dick. Er ist zylindrisch geformt und am unteren Ende gelegentlich zugespitzt oder ein wenig keulig verdickt. Der Stiel ist jung größtenteils weiß gefärbt, nur an der Basis chromgelb und besitzt eine Ringzone. Darüber ist er trocken, darunter zähschleimig. Das Fleisch ist weiß und in der Stielbasis kräftig gelb getönt. Es ist weich, verfärbt sich bei Verletzung oder auf Druck nicht und schmeckt mild.

### Mikroskopische Merkmale
Die Sporen sind spindelig bis lang-elliptisch geformt und messen 18–21 × 6–7 Mikrometer. Die sie tragenden Basidien sind keulig mit 50–60 × 12–16 Mikrometern. Die Zystiden besitzen eine zylindrische Form, sind aber manchmal auch etwas keulig oder zugespitzt und meist etwas schmaler als die Basidien; sie messen 100–120 × 10–14 Mikrometer. An der Spitze befindet sich oft eine bräunliche Masse. Die Hutdeckschicht ist stark schleimig (Ixokutis) und besteht aus verflochtenen, niederliegenden Hyphen mit einer Stärke von zwei bis fünf Mikrometern.

## Artabgrenzung
Der Große Gelbfuß ist vor allem mit dem Fleckenden Gelbfuß (G. maculatus) zu verwechseln. Dieser ist meist bei Lärchen zu finden, und sein Fleisch färbt sich bei Verletzung erst rot und anschließend schwarz; der Hut ist oft dunkelfleckig. Ähnlichkeit kann auch der Kupferrote Gelbfuß (Chroogomphus rutilus) haben. Dieser besitzt jedoch eher kupferrötliche Farben, ist nicht schleimig und unter Kiefern zu finden. Bei jungen Exemplaren und von oben betrachtet hat der Große Schmierling Ähnlichkeit mit dem Butterröhrling, der aber keine Lamellen, sondern Röhren besitzt.

## Ökologie
Der Große Schmierling ist ein Mykorrhiza-Pilz, der oft in Fichten-Tannenwäldern auf sauren Böden zu finden ist. Er wächst dort bis an den Rand von Mooren, kann aber den Bereich der Torfmoose nicht besiedeln. Außerdem ist der Pilz häufig in Buchen-Mischwäldern anzutreffen. Daneben kommt er in Fichten- oder Mischbeständen vor, wo er sowohl auf basenarmem als auch auf basenreichem Untergrund leben kann. Die Art ist folglich recht unempfindlich gegenüber dem pH-Wert des Substrates.
Der Große Schmierling benötigt offenbar eine Niederschlagsmenge von mindestens 900 Millimeter im Jahr. Damit ist er meist nur in niederschlagsreichen Jahren zu finden. Der Pilz kommt weiterhin hauptsächlich in Höhenlagen über 300 Metern über den Meeresspiegel vor.
Die Symbiosepartner des Pilzes sind ausschließlich Nadelbäume, und unter diesen vor allem die Gemeine Fichte. Die Fruchtkörper erscheinen im Sommer und Herbst etwa von Juli bis November.

## Verbreitung
Der Große Schmierling ist in der Holarktis meridional bis boreal verbreitet. Er ist in Nordamerika in den USA und in Kanada sowie in Europa zu finden. In Europa ist die Art im Prinzip in allen Ländern anzutreffen. In Deutschland ist sie überall nachgewiesen und nirgends selten.

## Bedeutung
Der Große Schmierling gilt als guter Speisepilz.